# Степаненко, Тарас Николаевич
Тара́с Никола́евич Степане́нко (укр. Тарас Миколайович Степаненко; род. 8 августа 1989, Великая Новосёлка, Донецкая область) — украинский футболист, полузащитник клуба «Эюпспор» и сборной Украины. Участник трёх чемпионатов Европы (2016, 2020 и 2024).

## Клубная карьера

### «Металлург»
Степаненко начал свою футбольную карьеру в «Металлурге», провёл 16 игр за юношескую команду, забив 1 гол, в сезоне 2006/07, а затем был повышен до главной команды до конца сезона.
Дебютировал за главную команду 4 марта 2007 года в возрасте 17 лет, проиграв киевскому «Динамо» со счетом 3:1. Он закончил свой первый сезон в главной команде с 12 матчами.
Во втором сезоне забил свой первый гол за клуб 21 июля 2007 года, одержав победу над Премьер-лигой над «Кривбассом». Когда до 18 летия Тарасу оставался всего месяц он забил гол. В том же сезоне провел 23 игры за клуб в которых отметился 1 голом.
В своём третьем сезоне стал неотъемлемой частью команды, сыграл 29 матчей за клуб.
В следующем сезоне он сыграл 17 матчей за клуб, и по окончании сезона договорился о присоединении к действующему чемпиону Премьер-Лиги донецкому «Шахтёру».
Всего за «Металлург» Степаненко отыграл 81 матчей и забил 1 гол в Премьер-Лиге.

### «Шахтёр» (Донецк)

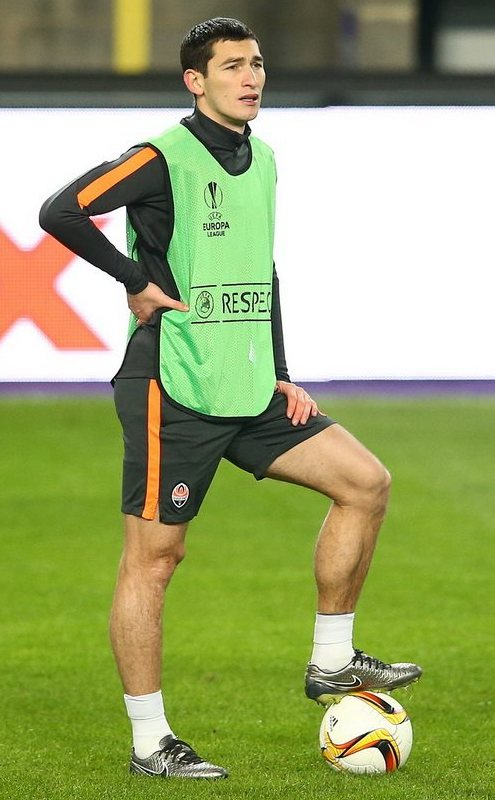
Степаненко в составе «Шахтёра», 2016 год

11 мая 2010 года вместе с Сергеем Кривцовым подписал пятилетний контракт с донецким «Шахтёром».
Дебютировал за клуб в победном матче за Суперкубок Украины с «Таврией», выйдя на замену. Матч закончился разгромной победой «Шахтёра» над «Таврией» 7:1. Это был его первый трофей с клубом. Свой первый гол за «Шахтёр» забил 23 ноября 2010 года в Белграде в матче группового этапа Лиги чемпионов в ворота «Партизана» (3:0). В своем первом сезоне сыграл за «Шахтёр» 20 матчей и забил 1 гол. Он помог «Шахтёру» выиграть Премьер-лигу Украины и Суперкубок и Кубок Украины.
Во втором сезоне с клубом сыграл 12 матчей, 9 в лиге и 3 в кубке. Вышел на 109-й минуте в финале Кубка Украины в Донецке, в котором «Шахтёр» одержал победу над запорожским «Металлургом». В составе «Шахтёра» выиграл ещё один титул Премьер-лиги Украины.
Сыграл все 90 минут в победном матче за Суперкубок с запорожским «Металлургом», получив жёлтую карточку на 60-й минуте. 6 августа 2012 года ассистировал Генриху Мхитаряну забить второй гол в матче Премьер-лиги с «Волынью». Также ассистировал Александру Кучеру в победном матче над киевским «Динамо» 2 сентября. 28 сентября 2012 года получил красную карточку на 89-й минуте после получения второй жёлтой карточки в матче против «Днепра», однако «Шахтёр» выиграл матч 2:1. 19 октября 2012 года ассистировал Дмитрию Чигринскому в матче с «Ильичёвцем» в Мариуполе.

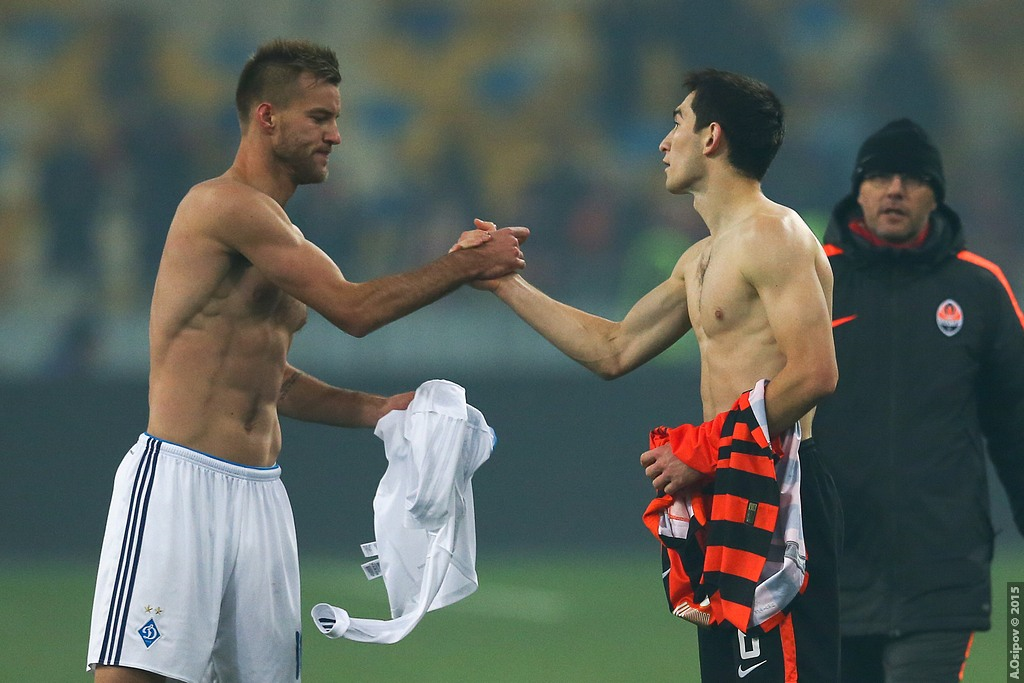
Тарас Степаненко и Андрей Ярмоленко после матча, 2015 год

В октябре 2015 года во время матча против киевского «Динамо» Андрей Ярмоленко совершил опасный фол, который чуть не сломал ногу Степаненко. Они помирились после игры и обменялись футболками, но потом Ярмоленко бросил футболку Степаненко на пол, поблагодарив фанатов «Динамо». В дерби «Шахтер-Динамо» в апреле 2016 года после того, как «Шахтёр» выиграл со счетом 3:0, Степаненко встал перед фанатами «Динамо», целуя знак «Шахтёра». Из-за чего разгорелась потасовка между игроками команд. В потасовке, которая переросла в драку, Ярмоленко пнул и сбил Степаненко на землю. После драки были показаны три красные карточки; прямая красная карточка Ярмоленко и Александру Кучеру, и вторая жёлтая Степаненко.
18 мая 2015 года «Шахтёр» продлил контракт с полузащитником. Новое соглашение рассчитано на 5 лет.
7 апреля 2024 года Степаненко провел 500-й матч на клубном уровне. Юбилей пришелся на победную игру с «Рухом» (3:1).

## Карьера в сборной

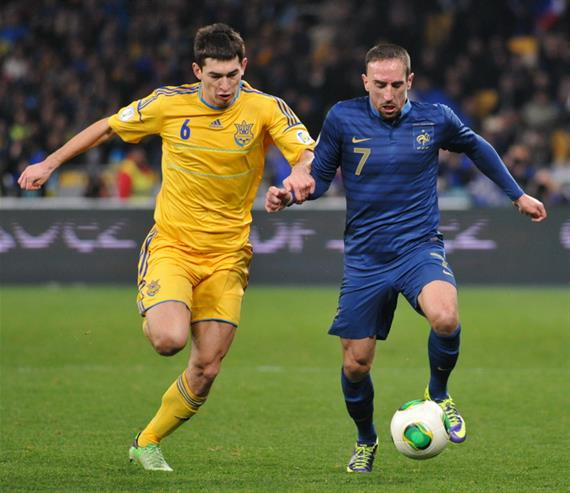
Степаненко в составе сборной Украины борется за мяч с Франком Рибери, 2013 год

Сыграл четыре матча за сборную Украины (до 19 лет) и 28 — за сборная Украины (до 21 года.
За национальную команду дебютировал в ноябре 2010 года в товарищеском матче со сборной Швейцарии (2:2).
Участник чемпионата Европы по футболу 2016 года. Принял участие во всех трёх матчах сборной Украины на турнире.
23 мая 2021 года впервые вывел на поле сборную Украины с капитанской повязкой в домашнем товарищеском матче против сборной Бахрейна (1:1). Этот матч для Степаненко стал 60-м в составе сборной Украины.
1 июня 2021 года был включен в официальную заявку сборной Украины главным тренером Андреем Шевченко для участия в матчах чемпионата Европы 2020 года. На турнире сыграл в двух матчах сборной Украины, которая дошла до четвертьфинала.
Участник чемпионата Европы по футболу 2024 года. Принял участие в двух матчах сборной на турнире.

## Личная жизнь
Тарас Степаненко выступает против культуры татуировок среди футболистов и назвав свои христианские убеждения в качестве причины. Он также заядлый читатель, его любимый жанр — биографии великих людей.
В 2013 году Тарас женился на девушке по имени Маргарита. У пары трое детей: Ярослав, Святослав и Мирон.

## Достижения

### Командные
«Шахтёр» (Донецк)
- Чемпион Украины (10): 2010/11, 2011/12, 2012/13, 2013/14, 2016/17, 2017/18, 2018/19, 2019/20, 2022/23, 2023/24
- Бронзовый призёр чемпионата Украины: 2024/25
- Обладатель Кубка Украины (9): 2010/11, 2011/12, 2012/13, 2015/16, 2016/17, 2017/18, 2018/19, 2023/24, 2024/25
- Финалист Кубка Украины (2): 2013/14, 2014/15
- Обладатель Суперкубка Украины (5): 2010, 2012, 2013, 2014, 2021

### Личные
- Член символического Клуба имени Александра Чижевского, включающего игроков, сыгравших 300 или более матчей в Чемпионате Украины.

## Статистика
| Выступление           | Выступление      | Выступление      | Лига | Лига | Кубок | Кубок | Еврокубки | Еврокубки | Прочие | Прочие | Итого | Итого |
| Клуб                  | Лига             | Сезон            | Игры | Голы | Игры  | Голы  | Игры      | Голы      | Игры   | Голы   | Игры  | Голы  |
| --------------------- | ---------------- | ---------------- | ---- | ---- | ----- | ----- | --------- | --------- | ------ | ------ | ----- | ----- |
| Металлург (Запорожье) | Премьер-лига     | 2006/07          | 12   | 0    | 0     | 0     | 0         | 0         | 0      | 0      | 12    | 0     |
| Металлург (Запорожье) | Премьер-лига     | 2007/08          | 23   | 1    | 1     | 0     | 0         | 0         | 0      | 0      | 24    | 1     |
| Металлург (Запорожье) | Премьер-лига     | 2008/09          | 29   | 0    | 1     | 0     | 0         | 0         | 0      | 0      | 30    | 0     |
| Металлург (Запорожье) | Премьер-лига     | 2009/10          | 17   | 0    | 0     | 0     | 0         | 0         | 0      | 0      | 17    | 0     |
| Металлург (Запорожье) | Итого            | Итого            | 81   | 1    | 2     | 0     | 0         | -9        | 0      | 0      | 83    | -8    |
| Шахтёр (Донецк)       | Премьер-лига     | 2010/11          | 15   | 0    | 2     | 0     | 2         | 1         | 1      | 0      | 20    | 1     |
| Шахтёр (Донецк)       | Премьер-лига     | 2011/12          | 9    | 0    | 3     | 0     | 0         | 0         | 0      | 0      | 12    | 0     |
| Шахтёр (Донецк)       | Премьер-лига     | 2012/13          | 18   | 0    | 3     | 0     | 3         | 0         | 1      | 0      | 25    | 0     |
| Шахтёр (Донецк)       | Премьер-лига     | 2013/14          | 18   | 2    | 4     | 0     | 4         | 0         | 1      | 0      | 27    | 2     |
| Шахтёр (Донецк)       | Премьер-лига     | 2014/15          | 22   | 4    | 5     | 0     | 7         | 1         | 1      | 0      | 35    | 5     |
| Шахтёр (Донецк)       | Премьер-лига     | 2015/16          | 18   | 2    | 5     | 16    | 1         | 1         | 1      | 0      | 25    | 19    |
| Шахтёр (Донецк)       | Премьер-лига     | 2016/17          | 27   | 1    | 3     | 1     | 10        | 2         | 1      | 0      | 41    | 4     |
| Шахтёр (Донецк)       | Премьер-лига     | 2017/18          | 26   | 0    | 3     | 0     | 8         | 0         | 1      | 0      | 38    | 0     |
| Шахтёр (Донецк)       | Премьер-лига     | 2018/19          | 26   | 4    | 2     | 0     | 7         | 0         | 1      | 0      | 36    | 4     |
| Шахтёр (Донецк)       | Премьер-лига     | 2019/20          | 24   | 1    | 1     | 1     | 11        | 1         | 1      | 0      | 37    | 3     |
| Шахтёр (Донецк)       | Премьер-лига     | 2020/21          | 18   | 2    | 0     | 0     | 5         | 0         | 1      | 0      | 24    | 2     |
| Шахтёр (Донецк)       | Премьер-лига     | 2021/22          | 13   | 2    | 0     | 0     | 8         | 0         | 1      | 0      | 22    | 2     |
| Шахтёр (Донецк)       | Премьер-лига     | 2022/23          | 26   | 3    | 0     | 0     | 10        | 0         | 0      | 0      | 36    | 3     |
| Шахтёр (Донецк)       | Итого            | Итого            | 260  | 21   | 31    | 2     | 73        | 6         | 10     | 0      | 374   | 29    |
| Всего за карьеру      | Всего за карьеру | Всего за карьеру | 297  | 14   | 33    | 2     | 73        | 7         | 10     | 0      | 413   | 23    |

### В сборной
| 2010 | 1  | 0 |       |    |   |
| 2011 | 3  | 0 |       |    |   |
| 2012 | 2  | 0 |       |    |   |
| 2013 | 7  | 0 |       |    |   |
| 2014 | 5  | 1 |       |    |   |
| 2015 | 7  | 0 |       |    |   |
| 2016 | 11 | 2 |       |    |   |
| 2017 | 7  | 0 |       |    |   |
| 2018 | 8  | 0 |       |    |   |
| 2019 | 6  | 0 |       |    |   |
| 2020 | 2  | 0 |       |    |   |
| 2021 | 13 | 1 | Всего | 72 | 4 |

| #  | Дата           | Стадион                                                    | Соперник | Гол | Результат | Соревнование      |
| -- | -------------- | ---------------------------------------------------------- | -------- | --- | --------- | ----------------- |
| 1. | 22 мая 2014    | Стадион «Динамо» имени Валерия Лобановского, Kиев, Украина | Нигерия  | 2-1 | 2-1       | Товарищеский матч |
| 2. | 24 марта 2016  | Стадион «Черноморец», Одесса, Украина                      | Кипр     | 1-0 | 1-0       | Товарищеский матч |
| 3. | 3 июня 2016    | Атлети Адзурри д’Италия, Бергамо, Италия                   | Албания  | 1-0 | 3-1       | Товарищеский матч |
| 4. | 11 ноября 2021 | Стадион «Черноморец», Одесса, Украина                      | Болгария | 1-1 | 1-1       | Товарищеский матч |